# 増永祐一
増永 祐一（ますなが ゆういち、1966年10月4日-）は、鹿児島県出身の日本の野球選手（投手）。

## 経歴
小学生時代は柔道と水泳をしており、喜入中学校で野球を始めた。本格派として頭角を表し、県内の鹿児島商工、鹿児島実業、鹿児島商業からそれぞれ勧誘を受けて鹿児島商工に進学。3年夏には鹿児島県大会決勝で鹿児島実業を1安打完封し、全国大会に出場した。初戦となる2回戦で小川博文をノーヒットに抑えて拓大紅陵に完封勝利。続く3回戦は志村亮との投げ合いを同じく完封で制し、桐蔭学園を下している。ベスト8では石田文樹と吉田剛を擁する取手二高と対戦し、木内幸男による変化球対策もあって12安打を浴びて敗れた。
同大会の後は高校日本代表に選出されて韓国遠征に参加し、同年のドラフト会議でヤクルトから4位指名される。プロ志望だった事もあって入団に前向きだったが、喜入町に石油基地を持つ日本石油の建内保興社長が同社野球部への獲得を熱望した。日本石油監督の望月博らの説得やヤクルトのスカウトに対する不信感もあり、3年後のプロ入りを条件に日本石油へ入社している。
同期入部には金沢健一らがおり、1年目から活躍。しかし2年目の1986年に磯部史雄が監督に就任すると登板機会が激減し、打撃投手などを務めていた。1989年にサイドスローへ転向すると、林裕幸が監督に就任した事もあり起用される事が増えた。プロからの指名はなかったが、第18回日本選手権や第64回都市対抗での優勝を支え、1993年に現役を引退。以降は社業に専念している。